# Бржецлав

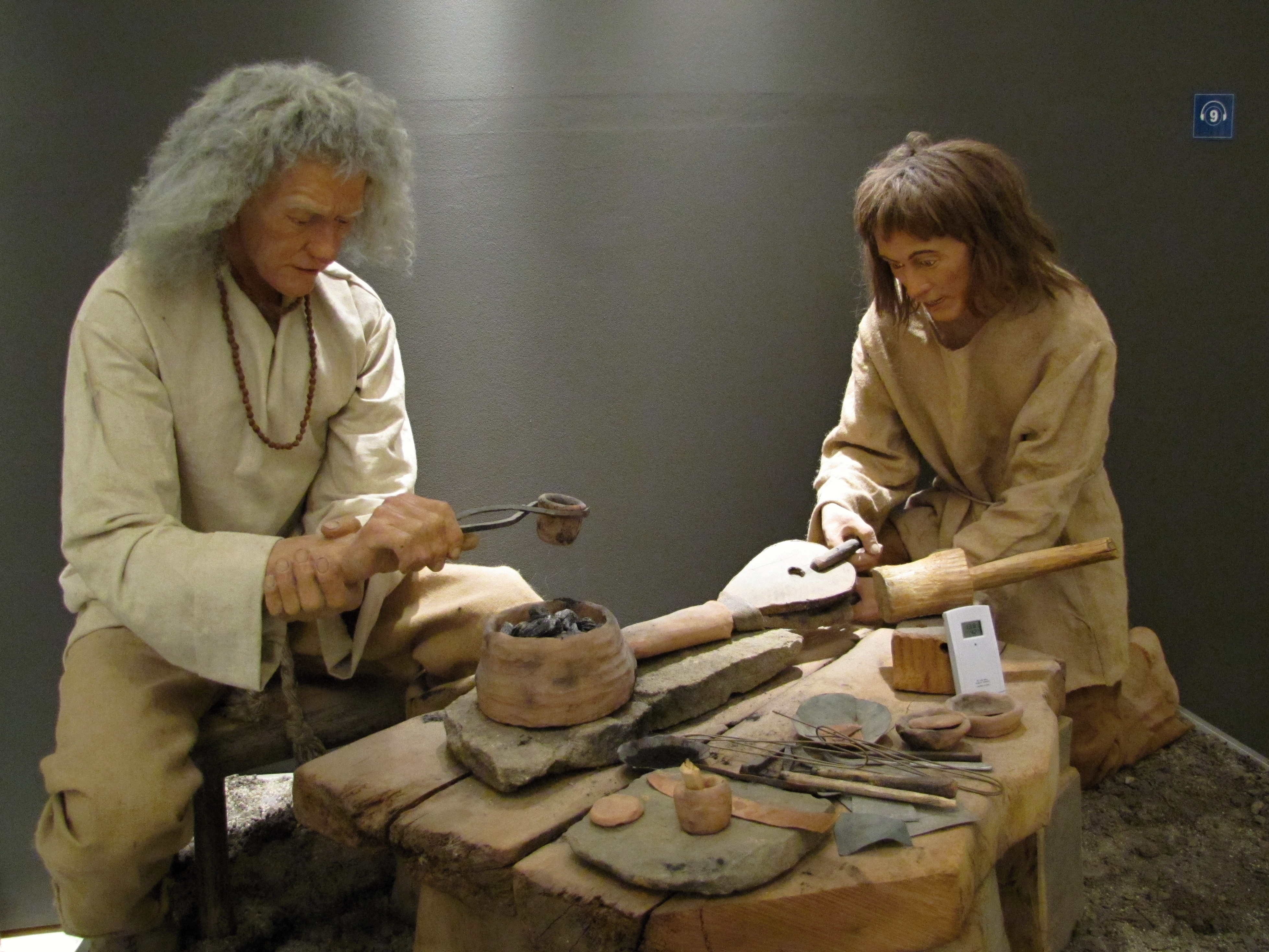
Реконструкція виробництва ґудзиків-гомбіків на виставці «Великоморавський Поганьско» в міському музеї Бржецлава в мисливському замку

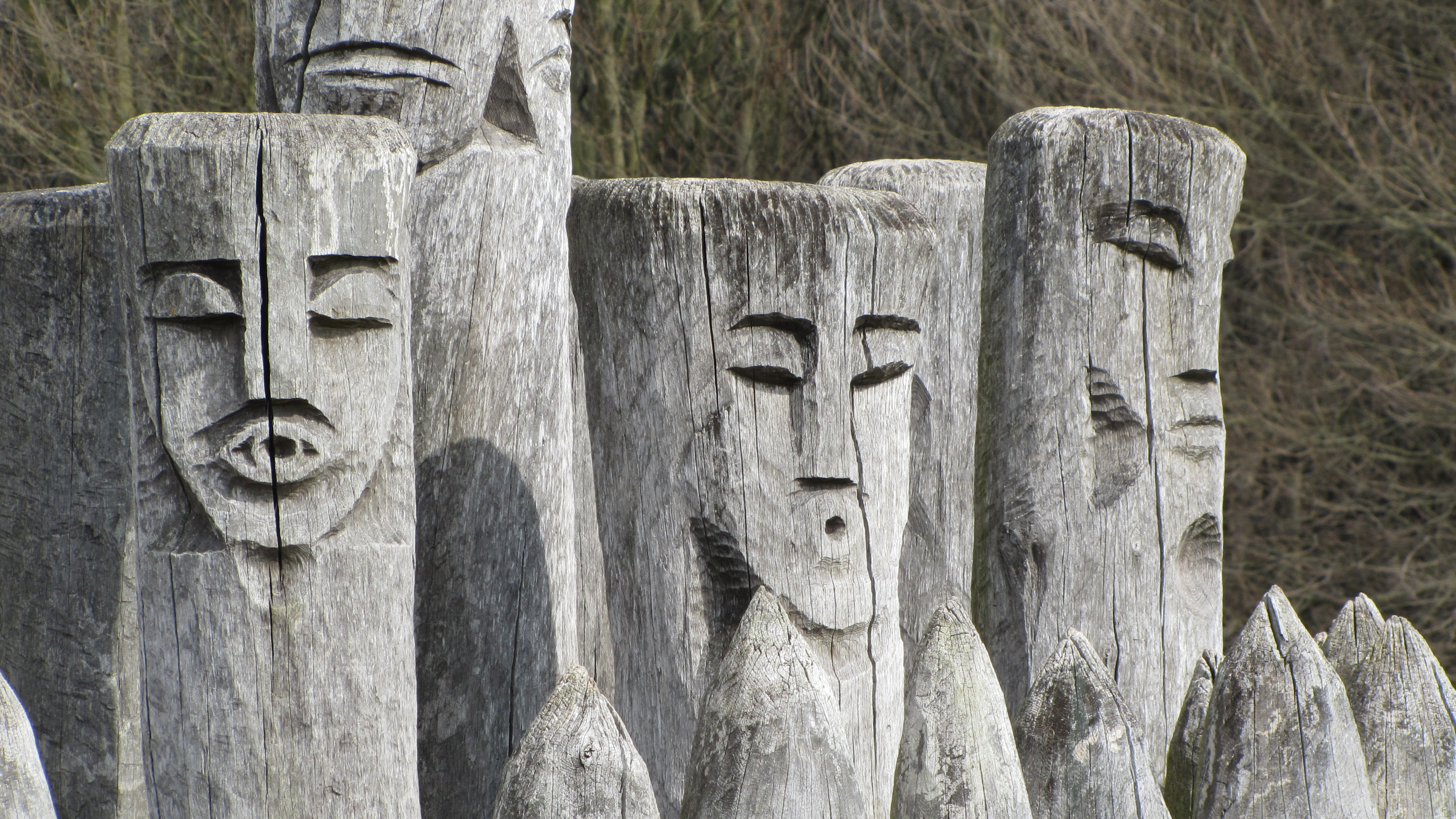
Реконструкція язичницьких святинь у Поганьско

Брже́цлав (чеш. Břeclav, нім. Lundenburg) — місто на південному-сході Чехії. Розташоване на річці Диє. Є адміністративним центром району Бржецлав Південноморавського краю.
Важливий залізничний вузол.

## Історія
У 2019 році в місті проходив чемпіонат світу з вищого пілотажу. Українська команда зайняла перше місце.